# تعدد الزوجات في الكويت
تعدد الزوجات في الكويت قانوني. ووفقًا لاستطلاع للرأي في البلاد ما يقرب من 2٪ من النساء المتزوجات يقعن تحت حالة تعدد الزوجات. تشير الدراسة أيضا أن نسبة تعدد الزوجات بين جيل الشباب منخفض.